# Antigoné (Szophoklész)

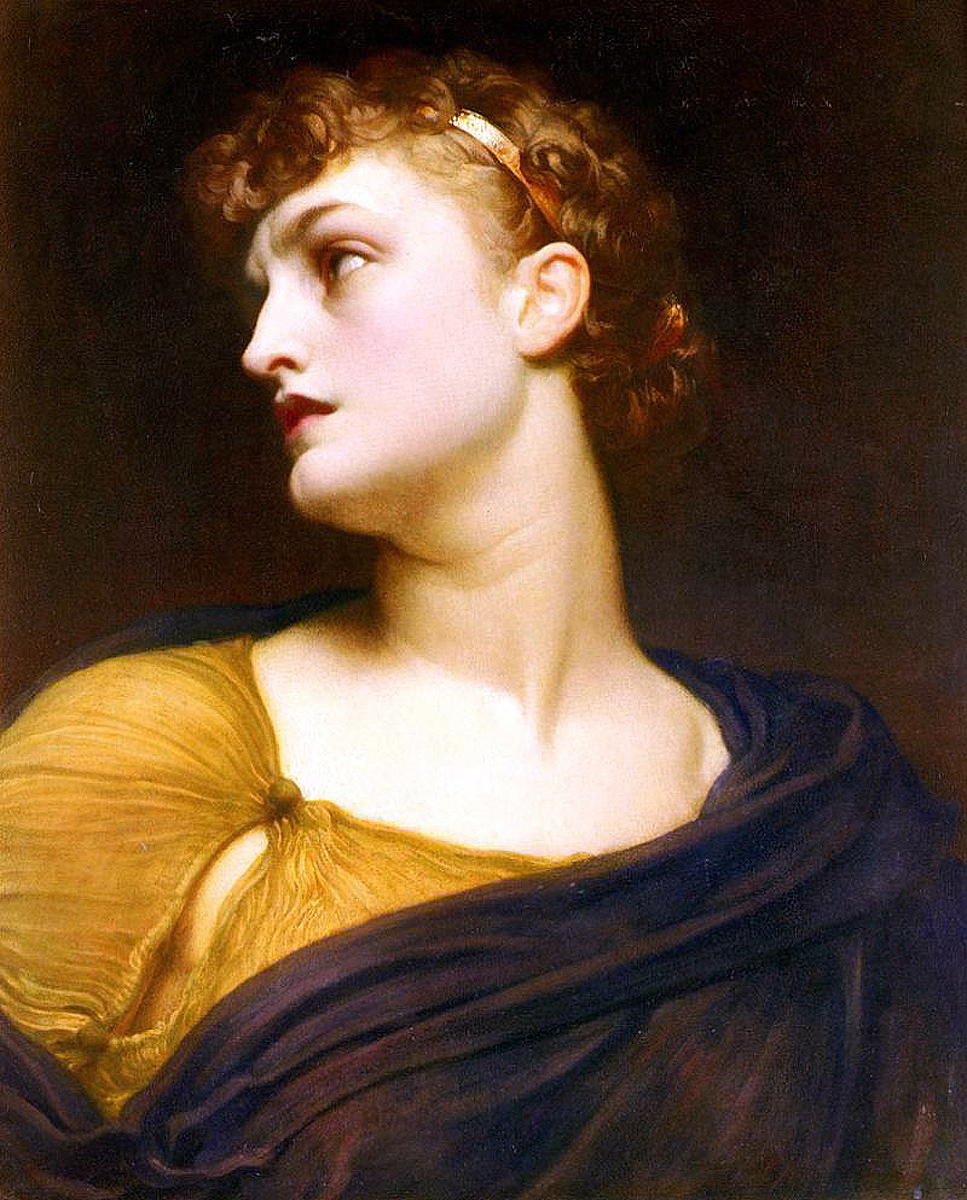
Lord Frederic Leighton: Antigone

Az Antigoné Szophoklész három, Thébaiban játszódó drámája közül a cselekményekben a legkésőbbi, de ezt írta meg legkorábban. Ahogy az  Oidipusz király és az  Oidipusz Kolónoszban, ez is a thébai mondakörre építkezik.

## Keletkezése
A dráma i. e. 442-ben íródott. Eredeti nyelve ógörög, napjainkra már számtalan nyelvre lefordították. Műfaja tragédia.

## Kar és kardalok szerepe
A kórus (kar), mely énekkel (kardal), esetleg tánccal kísérte és magyarázta a cselekményt, elválaszthatatlan a görög drámától. Fontos szerepe van a kórusnak a tragédiák szerkezeti tagolásában: a mai jeleneteknek, felvonásoknak megfelelő részeket választotta el egymástól.
A kardalnak kettős - elválasztó és összekötő - funkciója van, s egyben átmeneti megnyugvást is jelent a felzaklatott lelkű nézők számára. A karvezető részt is vehet a cselekmény bonyolításában.

## Verselése
Különbség van a dialógusok és a kardalok verselése, nyelve, stílusa között. 
A dialógusok hatos jambikus sorokból állnak, s a harmadik lábban legtöbbször sormetszet (cezúra) található: U - | U - | U | | - | U - | U - | U - |. A rövid szótag helyett hosszú is előfordulhat (jambus helyett spondeus). A dialógusokat Szophoklész attikai nyelvjárásban írta. 
A kardalok versmértéke a legnagyobb változatosságot mutatja. Szabályos és „szabálytalan”, rövid és hosszú sorok a legkülönbözőbb kombinációkban fordulhatnak elő. A kardalok dór dialektusban íródtak.

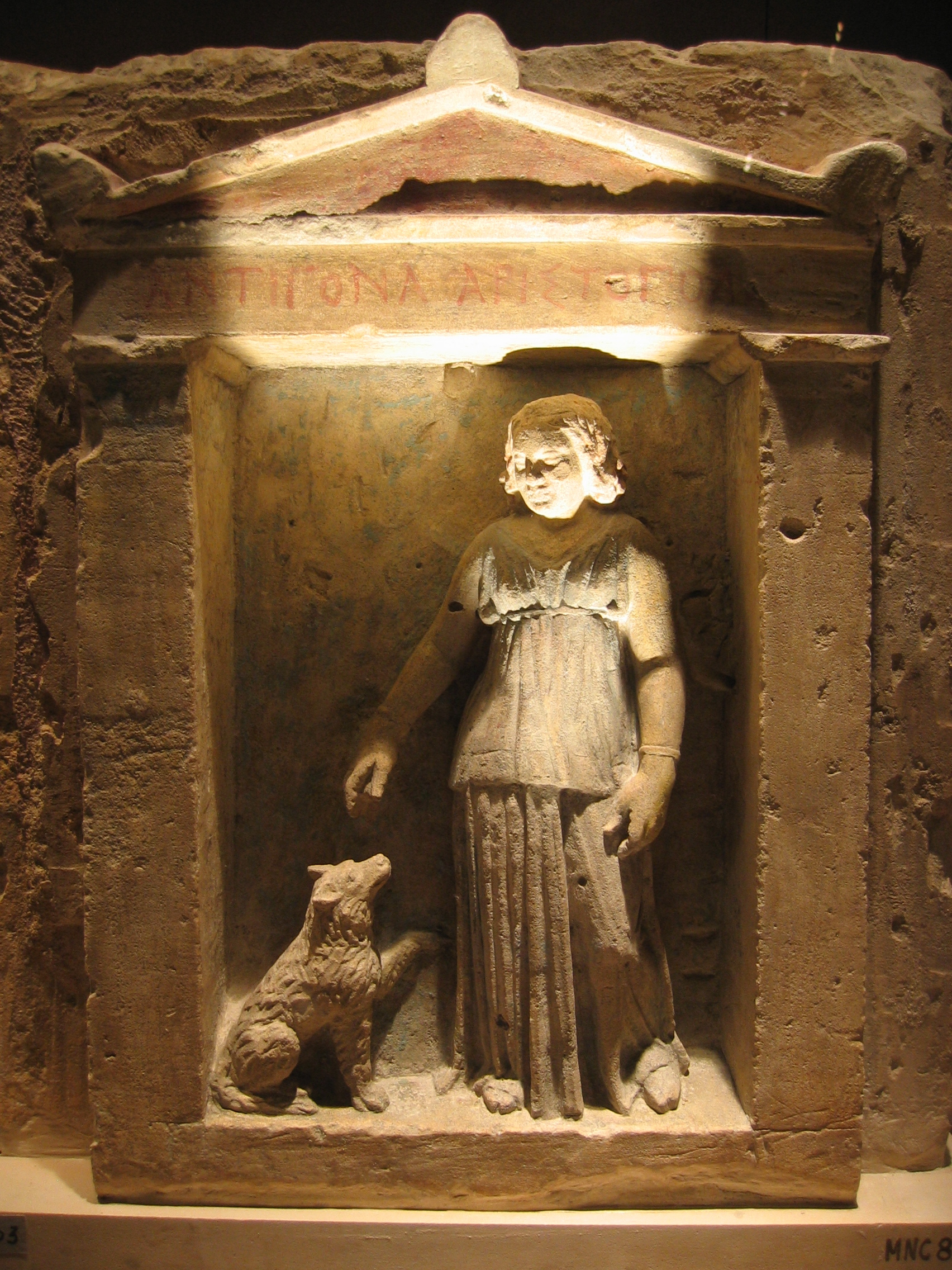
Alexandriából származó hellenizmus kori Antigoné-szobor

## Cselekménye
A mű reggel kezdődik, amikor Antigoné elmondja húgának, Iszménének, hogy milyen szörnyű parancsot tett közzé Kreón az országban: testvérük, Polüneikész nem kaphatja meg a végtisztességet, nem temethetik el, míg másik bátyjukat, Eteoklészt az istenek íratlan törvényei szerint tisztességgel eltemette.
A bonyodalom kezdete, hogy Antigoné eltemeti testvérét, Polüneikészt, mert csak így juthat a túlvilágra. Ezzel konfliktust robbant ki Kreónnal, a királlyal, aki megtiltotta a férfi eltemetését, mert hazaárulónak tartotta. Kreón törvényei a hatalmat képviselik, amely gyakran szemben áll az erkölcsi törvényekkel. A király elrettentő példának szánja Antigoné testvérének meggyalázását.
Antigoné már a dráma legelején megjelenik, keményen megmondja a véleményét Iszménének. Jellem- és véleménybeli különbségeik azonnal megmutatkoznak. Míg Iszméné akaratilag gyenge, és követi Kreón törvényét, addig Antigoné bátor és elszánt, és a lelkiismeretére hallgat.
Ezután következik a kar bevonuló éneke. A nyugalmat Antigoné bontja meg, a bonyodalom kezdete, mikor egy őr elővezeti őt. Ekkor következik Kreón és Antigoné, az erkölcs és a hatalom összecsapása. Kreón dönt: a saját törvényeit tekinti fontosabbnak, a haza érdekében cselekszik, rendet akar teremteni az országában. Halálra ítéli Antigonét. Haimón menyasszonya mellett áll, azonban ezt eleinte nem meri felvállalni, mert tiszteli apját, de beszéde végére nyíltan szembeszegül Kreónnal.
Fontos fordulópont a drámában a vak jós Teiresziasz érkezése és jóslata. Haimón halálának egyértelmű bekövetkezése és a döntéshelyzet élességének felmutatásának hatására Kreón belátja, hogy döntésén változtatni kell. Először bizonytalanság lesz úrrá rajta, majd arra hajlik, hogy megbocsásson Antigonénak, de túl későn. A kar is nyíltan Antigoné mellé áll.
A címszereplő meghal, mire Haimón öngyilkosságot követ el, ennek tudtára pedig anyja, Eurüdiké is leszúrja magát. Kreón lelki összeomlással fizet tettéért, aminél talán a halál is kisebb büntetés lett volna.

## A dráma alapvető konfliktusa
A dráma alapvető konfliktusa Antigoné és Kreón szembenállása. Antigoné az emberség és a lelkiismeret parancsát, az istenek íratlan törvényeit képviseli, hogy a halottakat el kell temetni; Kreón az ember által hozott törvény nevében lép fel, amely zsarnoki törvény, és szemben áll az istenek törvényével: nem engedi a halott Polüneikész eltemetését.

## Szerkezet
1. Expozíció: az alapszituáció ebből derül ki, Antigoné és Iszméné vitájából, jellemük közti különbségekből. Már itt megismerjük a történetet.
2. Bonyodalom: Antigoné szembeszegül Kreón parancsával és eltemeti halott testvérét, Polüneikészt. Kreón és Antigoné személyében két egymással ellentétes állásfoglalás ütközik.
3. Késleltető mozzanat: Haimon megjelenése a színen, apjával való vitája, ekkor még van remény a békés megoldásra.
4. Sorsfordulat: Kreón és Teiresziasz találkozása. Teiresziasz megmondja, hogy több ember halálához fog vezetni a törvény vissza nem vonása.
5. Katasztrófa, végkifejlet: Az értékek pusztulása. Kreón visszavonja parancsát, ám a sziklabörtönbe zárt Antigoné öngyilkos lesz, majd Haimón is követi példáját. Haimón anyja is megöli magát. Kreón büntetése: lelkileg összeroppan. Az ő törvénye borította fel az eddig megszokott erkölcsi világrendet, és Antigoné hivatott arra, hogy ezt helyreállítsa.

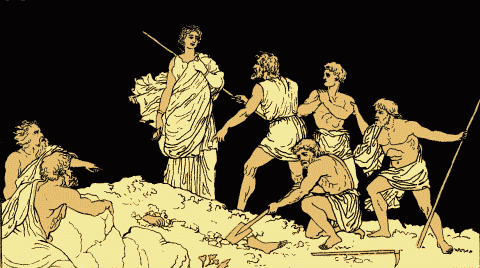
Antigoné Polüneikész holttesténél

## Szereplők
Iszméné: Antigoné leánytestvére, aki fél szembeszegülni a király akaratával, eleinte nem is akar segíteni testvérének, de később meggondolja magát, és úgy dönt mégis segítene Antigonénak, de ezt a segítséget a főszereplő már nem fogadja el.
Kreón: A zsarnokság, az önkényuralom megtestesítője. Hiúsága, gátlástalansága és önzése taszítja környezetét, de saját magát is katasztrófába sodorja. Az isteni törvények semmibe vétele okozza bukását.
Antigoné: Kemény, akaraterős, egy eszme megtestesítője. A lelkiismeretének engedelmeskedik, nem keres kibúvót, és nem ismer megalkuvást. A többiek is elismerik igazát, de nem követik példáját, mert nem elég bátrak hozzá. Tragikus hős, halála megrendítő, de hősiessége, áldozatvállalása példamutató. Nem igazi hús-vér ember, hanem egy eszme megtestesítője. Antigoné azért hős, mert nem hajlandó az embertelenséget elfogadni, és az életét is feláldozza a felborult erkölcsi világrend helyreállításáért. Antigoné azt teszi meg, amit a többi ember is szeretne, csak nem meri vállalni a következményeket.
Haimón: Kreón fia, Antigoné vőlegénye, nem csak szerelemből áll ki Antigoné mellett, hanem mert ő maga sem ért egyet apja parancsával.
Teiresziasz: Előre látja a jövőt, tudja, hogy a zsarnoki törvénye több ember életét követeli, de Kreón neki sem akar hinni és engedni.
Eurüdiké: Kreón felesége, öngyilkos lesz Antigoné és Haimón halála miatt.
Az őr: ő vitt híreket Théba palotájába.

## Feldolgozások
- Antigone (1958) rendező: Vittorio Cottafavi, szereplők: Ennio Balbo, Elena Cotta, Antonio Crast
- Antigone (1960) rendező: Hans Dahlin, szereplők: Ulla Sjöblom, Axel Düberg, John Elfström
- Antigoni (1961) rendező: Yorgos Javellas, szereplők: Irene Papas, Mánosz Katrákisz, Maro Kodou
- Antigone (1962) rendezők: William Dieterle, Pellos Katselis szereplők: Joana Maria Gorvin, Else Ludwig, Hubert Suschka
- Antigone (1965) rendező: Franz Peter Wirth, szereplők: Andrea Jonasson, Paul Hoffmann, Heidelinde Weis
- Antigone (1968) rendező: Ettore Cella, szereplők: Günther Erich Marsch, Ebba Reiter, Astrid Steyer
- Antigone (1970) rendező: Per Bronken, szereplők: Monna Tandberg, Jørn Ording, Bab Christensen
- Antigone (1971) rendező: Vittorio Cottafavi, szereplők: Adriana Asti, Sarah Ferrati, Raoul Grassilli
- Antigone (1973) rendezők: Piet Drescher, Margot Thyret szereplők: Michael Gwisdek, Horst Krause
- Antigone (1973) rendező: Jean-Paul Carrère, szereplők: François Chaumette, Michel Etcheverry, Nicolas Silberg
- Antigone (1974) rendező: Stellio Lorenzi, szereplők: Jean Topart, Alain Cuny, Marie-Hélène Breillat
- Antigoni (1980) rendező: Marietta Rialdi, szereplő: Marietta Rialdi
- Antigone (2011) rendező: Dettre Gábor, szereplők: Fátyol Kamillia, Bakos Éva, Csuja Imre
- Antigone (2011) rendező: Bruno Coppola, szereplők: George Siena, Lisa Stuart, Kathryn Carpenter
- Antigone (2019) rendező: Sophie Deraspe, (mint Sophie Desraspe)